# Филагрин
Филагрин скраћено FLG од енгл. filament aggregating protein је глобуларни протеин који држи на окупу сва колагена влакна која се налазе у кожи, као што то чини, на пример, „малтер у грађевинарству”.

## Патогенеза
Када се код неке особе јави мутација филагрина, односно неки његов облик који је наследно промењен, тада кожа постаје сува и њен горњи, масни слој се губи, нестаје функција заштитне баријере и преко коже се губи велика количина течности. Код људи, профилагрин је кодиран FLG геном, који је део фамилије протеина фузионог-типа S 100 (SFTP) унутар епидермалног комплекса диференцијације на хромозому 1q21.
Све то погодује стању, да алергени преко такве коже веома лако продиру у организам и доводе до појаве алергије. То је та веза која повезује екцем и алергију, и која доводи до поделе екцема, која је данас различита од класичне, и заснована је на филагрин позитивном и филагрин негативном атопијском дерматитису. То значи — да су болесници разврстани на основу филагрина, разврстани на оне: који имају екцем и имају поремећај у структури филагрина и оне који; имају екцем а немају поремећај у структури филагрина, па такви пацијенти који немају проблема са филагром имају нешто друго, неку још проблематичннију патогенезу.

### Профилагрин
Филагрин мономери су тандемски груписани у велики 350кДа протеин прекурзор познат као профилагрин. У епидермису коже, ове структуре су присутне у гранулама кератохалина у ћелијама стратума гранулозума. Профилагрин пролази кроз процесуирање протеина, како би се поједини мономери филагрина могли прерађивати на прелазу између стратума гранулозума и стратума корнеума — ови процеси могу бити олакшани од калцијум - зависних ензима.